# 猿島村
猿島村（さしまむら）は、茨城県猿島郡にかつて存在した村である。現在の茨城県境町の東部に位置した。
同郡に2005年まであった猿島町とは関連がなく、領域も異なる。

## 歴史
- 武家政治の頃より代々対岸の関宿藩に属する[1]。
- 維新後、関宿県に属する[1]。
- 1871年（明治4年） - 廃藩置県に際し、印旛県に編入される[1]。
- 1873年（明治6年） - 千葉県と改称[1]。
- 1875年（明治8年）5月 - 茨城県の管轄となる[1]。
- 1889年（明治22年）4月1日 - 町村制施行により、下小橋村・染谷村・浦向村・金岡村・大歩村・山崎村・内門村が合併し猿島郡猿島村が成立する。
- 1947年（昭和22年）9月16日 - カスリーン台風による豪雨で、中川村の利根川堤防が決壊。周辺の村とともに猿島村も大部分が浸水する被害を出した[2]。
- 1955年（昭和30年）3月16日 - 境町・猿島村・静村・長田村・森戸村が合併し、境町が発足。猿島村は消滅。

## 行政

### 村長
村長は以下の通りである。
| 歴代    | 氏名       | 就任年月日                | 退任年月日                 |
| ------- | ---------- | ------------------------- | -------------------------- |
| 初代    | 稲垣伝一郎 | 1889年（明治22年）4月     | 1891年（明治24年）9月      |
| 2 - 4   | 野村祐七   | 1891年（明治24年）9月     | 1901年（明治34年）8月      |
| 5       | 斎藤伝十郎 | 1901年（明治34年）9月     | 1903年（明治36年）9月      |
| 6       | 渡辺元治   | 1903年（明治36年）10月2日 | 1907年（明治40年）9月30日  |
| 7       | 鈴木音四郎 | 1908年（明治41年）6月7日  | 1912年（明治45年）6月6日   |
| 8       | 稲垣伝一郎 | 1915年（大正4年）5月16日  | 1919年（大正8年）5月22日   |
| 9       | 野村貞次郎 | 1919年（大正8年）6月28日  | 1922年（大正11年）8月29日  |
| 10      | 倉持林次郎 | 1923年（大正12年）7月17日 | 1926年（大正15年）7月31日  |
| 11      | 斎藤藤市   | 1926年（大正15年）9月29日 | 1928年（昭和3年）4月30日   |
| 12 - 13 | 野村貞次郎 | 1928年（昭和3年）6月6日   | 1934年（昭和9年）7月6日    |
| 14      | 鈴木柳八   | 1934年（昭和9年）7月11日  | 1938年（昭和13年）7月9日   |
| 15 - 16 | 野村貞次郎 | 1938年（昭和13年）7月9日  | 1946年（昭和21年）7月9日   |
| 17      | 斎藤繁司   | 1946年（昭和21年）7月17日 | 1946年（昭和21年）12月29日 |
| 18 - 19 | 稲垣五一郎 | 1947年（昭和22年）4月30日 | 1955年（昭和30年）3月15日  |

### 助役
助役は以下の通りである。
- 木村嘉七郎[3]

## 地域

### 施設
宗教
- 鷲神社[1]
- 香取神社[1]
- 天神社[1]
- 香取社[1]
- 大翁寺（浄土宗）[1]
- 滋眼院（真言宗豊山派）[1]
- 金剛院（真言宗豊山派）[1]

官公署
- 猿島郵便局[1]

## 出身人物
- 佐怒賀亀次郎（森戸村長、旧姓・野村）[4]